# 瑤林院
瑤林院（ようりんいん、慶長6年（1601年） - 寛文6年1月24日（1666年2月27日））は、紀州藩祖徳川頼宣の御簾中である。加藤清正の娘で、名は八十姫（やそひめ）
といった。

## 生涯
- 慶長6年、加藤清正の第5子、次女として肥後国に生まれる。母は徳川家康養女清浄院（水野忠重女）。
- 慶長14年（1609年）、徳川家康と加藤清正の合意により婚約。翌年9月徳川家より結納使として頼宣の伯父三浦為春が肥後に下って納幣。
- 清正・家康も没した後、将軍の命により生母清浄院の兄で福山城主水野勝成の養女[2]として、元和3年（1617年正月22日17歳、肥後より駿河駿府藩主徳川頼宣に輿入れ。
- 元和5年（1619年）に頼宣が紀州藩主となると、夫とともに紀州に入る。寛永10年（1633年）に江戸の紀州藩邸に移るまで14年間和歌山城で暮らした。
- 父母と同様日蓮宗信者となり、池上本門寺に崇敬し、加藤清正供養塔を寄進する。正保4年（1647年）鐘を寄進。同寺は後に紀州徳川家菩提寺となった。
- 明暦2年（1656年）9月17日、生母清浄院が京都で逝去するとこれを深く悲しみ、日蓮宗六条門流大本山本圀寺の清正廟[3]の隣に埋葬。両親に並んで瑤林院自身の逆修墓（生前墓）を建立、墓前に池を配し、加藤家墓地として整備した。また清正（浄池院）と清浄院の戒名を並べた父母位牌（和歌山 報恩寺蔵）を作り、自室仏間に置いて日夜篤く供養したという。
- 実子には恵まれなかったが、側室中川氏（理真院)の産んだ徳川光貞と茶々姫（芳心院＝鳥取藩主・池田光仲の正室）を実子同様に厳しく育てたという。茶々姫の子（池田家2代綱清）の病気平癒を「功徳主 祖母瑤林院日芳」として祈願して奉納した紺紙金字法華経が池上本門寺に残されている。
- 頼宣と結婚して50年、寛文6年1月24日逝去。66歳であった。遺骸は池上本門寺で荼毘にふされ、夫頼宣が自ら瑤林院の霊柩を護って和歌山へ帰り、城近く吹上要行寺に埋葬。のちに光貞は、瑤林院への報恩と追福のため要行寺を改め、広大な報恩寺を造営して徳川家菩提寺とし、篤くこれを祭祀した。墓は、池上本門寺の紀州徳川家墓所と和歌山の報恩寺にある。
- 法名の「瑤林院」は寛文3年（1626年）11月に身延大野の本遠寺開基日遠上人直筆の大曼荼羅本尊に「授与之清信女瑤林院浄秀日芳」と記されており、その後も寛永12年（1635年）に日蓮宗総本山身延21世日乾上人からも同様の瑤林院へ授与の記名があることから、生前の早くに諡（おくりな）されていたことが明らかになっている。
- 死の2年前寛文4年（1664年）に夫頼宣の「現世安穏後世善処」を念じて本門寺に妙見菩薩立像を奉納しており、夫婦仲は睦まじかった。この妙見菩薩立像は今も本門寺照栄院の妙見堂に祀られ、庶民の厚い信仰を集めている。